# Höwisch
Höwisch ist eine Ortschaft und ein Ortsteil der Stadt Arendsee (Altmark) im Altmarkkreis Salzwedel in Sachsen-Anhalt.

## Geographie
Höwisch, ein Straßendorf mit Kirche, liegt 8 Kilometer östlich von Arendsee und 9 Kilometer westlich von Seehausen (Altmark) im Norden der Altmark. Im Osten des Dorfes fließt der Zehrengraben.
Nachbarorte sind Neulingen im Südwesten, Leppin im Nordwesten, Zehren im Norden, Losse im Osten und Priemern im Südosten.

## Geschichte

### Mittelalter bis 20. Jahrhundert
Höwisch wurde am 3. Februar 1312 als Howisch erstmals urkundlich erwähnt, als dem Propst zu Arendsee eine Getreideerhebung aus dem Dorf verkauft wird. Im Landbuch der Mark Brandenburg von 1375 wird das Dorf als Hogewisse aufgeführt, die von dem Knesebeck hatten hier Einkünfte.
Weitere Nennungen sind 1551 hoywische, 1600 Howische und 1804 Hoͤwisch.
Nordwestlich des Dorfes rechts des schmalen Weges nach Leppin stand noch im 20. Jahrhundert eine Windmühle.
Beckmann berichtete 1751 über ein steinernes Kreuz auf der „Höwischen Feldmark“, 1899 war aber nach Mitteilung des dortigen Pfarrers kein Kreuz vorhanden, auch bei den Bewohnern des Dorfes gab es keine Erinnerung mehr daran. Paul Pflanz konnte im Jahre 1931 nichts neues ermitteln.
Der gotische Flügelaltar aus der Zeit zwischen 1450 und 1460 stand bis 1907 auf dem Altar der Kirche. Er befand sich um 1930 noch auf dem Dachboden der Schule. Ein Foto ist überliefert. Sein Verbleib ist unbekannt.

### Herkunft des Ortsnamens
Heinrich Sültmann deutet den Ortsnamen als „hohe Wiese im ehemaligen Überschwemmungsgebiet“.

### Archäologie
Das Großsteingrab Höwisch lag nordöstlich des Dorfes. Es stammt aus der Jungsteinzeit und war eines der größten Großsteingräber der Altmark und wurde im 18. oder frühen 19. Jahrhundert restlos zerstört.
Im Jahr 1719 war ein metallenes Gefäß mit einem durch kupferne Nägel angenieten Henkel aus dem Großsteingrab geborgen worden.
Am Zehrengraben nordöstlich des Dorfes befindet sich ein Urnenfeld.

### Münzfund
Im Jahre 1905 oder 1907 stieß man bei der Erweiterung des Chors der Kirche links vom Altar unter den Ziegelsteinen des Fußbodens dicht an der Wand auf zwei gelbe Steingutkannen. Der größte Teil des Fundes wurde verkauft. Ein Teil blieb Eigentum der Kirchengemeinde. Sie gab 7 Silbermünzen als Leihgabe an das Altmärkische Museum in Stendal. Ein Teil des Fundes ging an Privatpersonen, davon hat der Landrat des Kreises Osterburg sieben Gepräge dem Altmärkische Museum überwiesen. Bei einem Einbruch ins Museum am Dom am 6. April 1922 wurden die Edelmetall-Münzen gestohlen und von den Dieben eingeschmolzen.
Vom Fund gelangten zunächst im Jahr 1908 609 Münzen in das Münzkabinett Berlin. Dieses suchte sich die ihm fehlenden Stücke aus und überließ die übrigen Münzen zu etwa zwei Dritteln des Kaufpreises dem Münzforscher Emil Bahrfeldt. Das älteste Stück des Fundes stammt etwa aus dem Jahre 1480 das jüngste von 1525, so dass das Vergraben des Fundes wohl auf 1526 festgesetzt werden kann.

### Eingemeindungen
Höwisch gehörte bis 1807 zum Arendseeischen Kreis, danach bis 1813 zum Kanton Werben im Königreich Westphalen, ab 1816 kam es in den Kreis Osterburg, den späteren Landkreis Osterburg in der preußischen Provinz Sachsen.
Am 25. Juli 1952 wurde die Gemeinde Höwisch in den Kreis Seehausen umgegliedert. Am 2. Juli 1965 kam die Gemeinde zum Kreis Osterburg und schließlich am 1. Juli 1994 zum heutigen Altmarkkreis Salzwedel.
Durch einen Gebietsänderungsvertrag beschloss der Gemeinderat der Gemeinde Höwisch am 7. Mai 2009, dass die Gemeinde Höwisch in die Stadt Arendsee (Altmark) eingemeindet wird. Dieser Vertrag wurde vom Landkreis als unterer Kommunalaufsichtsbehörde genehmigt und trat am 1. Januar 2010 in Kraft.
Nach Eingemeindung der bisher selbstständigen Gemeinde Höwisch wurde Höwisch Ortsteil der Stadt Arendsee (Altmark). Für die eingemeindete Gemeinde wird die Ortschaftsverfassung nach den §§ 86 ff. Gemeindeordnung Sachsen-Anhalt eingeführt. Die eingemeindete Gemeinde Höwisch und künftige Ortsteil Höwisch wurde zur Ortschaft der aufnehmenden Stadt Arendsee (Altmark). In der eingemeindeten Gemeinde und nunmehrigen Ortschaft Höwisch wurde ein Ortschaftsrat mit fünf Mitgliedern einschließlich Ortsbürgermeister gebildet.

### Einwohnerentwicklung

#### Gemeinde
| Jahr | Einwohner |
| ---- | --------- |
| 1734 | 168       |
| 1774 | 116       |
| 1789 | 104       |
| 1798 | 157       |
| 1801 | 163       |
| 1818 | 130       |
| 1840 | 134       |
| 1864 | 267       |
| 1871 | 242       |
| 1885 | 260       |
| 1892 | [00]239   |

| Jahr | Einwohner |
| ---- | --------- |
| 1895 | 258       |
| 1900 | [00]236   |
| 1905 | 227       |
| 1910 | [00]216   |
| 1925 | 231       |
| 1939 | 194       |
| 1946 | 270       |
| 1964 | 229       |
| 1971 | 194       |
| 1981 | 150       |
| 1985 | [00]152   |

| Jahr | Einwohner |
| ---- | --------- |
| 1990 | [00]139   |
| 1993 | 134       |
| 1995 | [00]137   |
| 1998 | [00]139   |
| 2000 | [00]146   |
| 2002 | [00]148   |
| 2004 | [00]145   |
| 2006 | [00]134   |
| 2007 | [00]144   |
| 2008 | [00]138   |
| 2009 | [00]146   |

Quelle, wenn nicht angegeben, bis 1993

#### Ortsteil
| Jahr | Einwohner |
| ---- | --------- |
| 2011 | 129       |
| 2012 | 120       |
| 2013 | 127       |
| 2014 | 125       |
| 2015 | 129       |
| 2016 | 119       |

| Jahr | Einwohner |
| ---- | --------- |
| 2017 | 122       |
| 2020 | [00]115   |
| 2021 | [00]112   |
| 2022 | [0]116    |
| 2023 | [0]110    |

Quelle, wenn nicht angegeben, bis 2006 ab 2011 bis 2017

## Religion
- Die evangelische Kirchengemeinde Höwisch gehört heute zum Kirchspiel „Am Arendsee“ und wird betreut vom Pfarrbereich Arendsee im Kirchenkreis Stendal im Bischofssprengel Magdeburg der Evangelischen Kirche in Mitteldeutschland.[30]
- Zur Pfarrei Höwisch gehörten im Jahre 1903 die kombinierte Pfarrei Lindenberg und die Kirchengemeinde Gagel. Das Patronat in Höwisch trugen die Gevettern von Jagow, in Lindenberg der Königliche Kammerherr Wilhelm von Jagow auf Krüden und in Gagel der König.[31]
- Die ältesten überlieferten Kirchenbücher für Höwisch stammen aus dem Jahre 1676.[32]
- Die katholischen Christen gehören zur Pfarrei St. Laurentius in Salzwedel im Dekanat Stendal im Bistum Magdeburg.[33]

## Politik

### Ortsbürgermeister
Ortsbürgermeister der Ortschaft Höwisch ist Frank Schumann. Der letzte Bürgermeister der Gemeinde war Thomas Schermer.

### Ortschaftsrat
Bei der Ortschaftsratswahl am 9. Juni 2024 erreichte die Freie Wählergemeinschaft „gemeinsam für höwisch“ alle 5 Sitze.
Gewählt wurden 2 Frauen und 3 Männer. Die Wahlbeteiligung betrug 68,54 Prozent.

## Kultur und Sehenswürdigkeiten
- Die evangelische Dorfkirche Höwisch ist ein um 1200 errichteter Feldsteinbau.[36]
- Die Kirche steht auf dem Ortsfriedhof, der mit einer Kirchhofmauer aus roten und gelben Backstein umgeben ist.
- Das Dorfgemeinschaftshaus wird von der Freiwilligen Feuerwehr, dem Heimatverein Höwisch e. V. und für private Veranstaltungen genutzt.
- In Höwisch steht an der Kirchhofmauer ein Denkmal für die Gefallenen des Ersten und Zweiten Weltkrieges, ein Feldsteinsockel, gekrönt von einem Findling mit angebrachter Namenstafel.[37]

## Sagen aus Höwisch
Friedrich Krüger überlieferte 1865 mehrere Sage aus der Gegend.
In der Schwedenzeit entstand ein Grenzstreit zwischen Höwisch, Gagel und Neulingen. Mit Höwisch kam es zu einem Vergleich, der Streit der anderen beiden wurde vor Gericht entschieden, wobei der Schulze von Neulingen einen Meineid beging. Dafür muss er allnächtlich noch immer die Grenze suchen. Er reitet auf der Grenze von Höwisch ohne Kopf auf einem Schimmel und ruft: Hierher! Hierher!
Alte Leute wollen einen Kobold gesehen haben, wie er am Landgraben mit größem Getöse fuhr und in die Gänsekuhle gestürzt sei. Oft sei er auch in den Schornstein und Giebelluke der wohlhabenden Bauern gefahren und habe ihnen Korn gebracht. Es wurde auch über brennende Schätze berichtet.

## Wirtschaft und Infrastruktur

### Verkehr
Nördlich des Dorfes verläuft die Bundesstraße 190 nach Seehausen (Altmark) und Salzwedel.
Es verkehren Linienbusse und Rufbusse der Personenverkehrsgesellschaft Altmarkkreis Salzwedel.